# Mike Estep
Mike Estep (n. Dallas, Texas, 19 de julio de 1949) es un extenista estadounidense. Durante su carrera ha ganado dos títulos individuales y siete títulos dobles. Su puesto máximo en el ranking ATP fue el 59, alcanzándolo en agosto de 1973.
Entre 1983 y 1986 entrenó a Martina Navrátilová. Posteriormente trabajó con Carling Bassett, Hana Mandlíková, Jana Novotná y Arantxa Sánchez Vicario.
Fue miembro de la junta de la Asociación de Tenistas Profesionales entre 1983 y 1989, siendo presidente al mismo tiempo de la Comisión del Ranking ATP. Asimismo, Estep trabajó con la Asociación de Tenis de Estados Unidos, para la que creó un método para clasificar a los tenistas juveniles en 1999 que ahora se usa en todo el país, y sirviendo en el consejo de desarrollo juvenil para Texas entre 1993 y 1995.

## Estudios
Estep creció en Dallas, donde se graduó de la Escuela de San Marcos de Texas. Fue jugador de tenis All American, mientras estudiaba en la Universidad de Rice.

## Grandes premios y finales del World Championship Tennis

### Individual: 4 (2 títulos, 2 semifinales)
| Resultado | N.º | Año  | Torneo                  | Pista  | Oponente        | Puntuación              |
| --------- | --- | ---- | ----------------------- | ------ | --------------- | ----------------------- |
| Victoria  | 1.  | 1973 | Marion, Estados Unidos  | Hirba  | Gene Scott      | 7-5, 3-6, 7-6, 3-6, 7-5 |
| Victoria  | 2.  | 1976 | Jartum, Sudán           | Dura   | Thomaz Koch     | 6-4, 6-7, 6-4, 6-3      |
| Derrota   | 1.  | 1982 | Tampa, Estados Unidos   | Dura   | Brian Gottfried | 7-6, 2-6, 4-6           |
| Derrota   | 2.  | 1982 | Newport, Estados Unidos | Hierba | Hank Pfister    | 1-6, 5-7                |

### Dobles: 16 (7 títulos, 9 semifinales)
| Resultado | N.º | Año  | Torneo                           | Pista    | Compañero        | Oponente                              | Puntuación     |
| --------- | --- | ---- | -------------------------------- | -------- | ---------------- | ------------------------------------- | -------------- |
| Victoria  | 1.  | 1973 | Omaha, Estados Unidos            | Dura     | William Brown    | Jimmy Connors Juan Gisbert Sr.        | DEF            |
| Victoria  | 2.  | 1973 | Salt Lake City, Estados Unidos   | Dura     | Raúl Ramírez     | Jiří Hřebec Jan Kukal                 | 6-4, 7-6       |
| Victoria  | 3.  | 1973 | Calgary, Canadá                  | Indoor   | Ilie Năstase     | Szabolcz Baranyi Péter Szőke          | 6-7, 7-5, 6-3  |
| Victoria  | 4.  | 1973 | Valencia, España                 | Arcilla  | Ion Ţiriac       | Patrick Hombergen Bernard Mignot      | 6-4, 1-6, 10-8 |
| Derrota   | 1.  | 1973 | Barcelona, España                | Arcilla  | Ion Ţiriac       | Juan Gisbert Sr. Manuel Orantes       | 4-6, 6-7       |
| Victoria  | 5.  | 1973 | Yakarta, Indonesia               | Dura     | Ian Fletcher     | John Newcombe Allan Stone             | 7-5, 6-4       |
| Victoria  | 6.  | 1974 | Filadelfia, Estados Unidos       | Alfombra | Pat Cramer       | Jean-Baptiste Chanfreau Georges Goven | 6-1, 6-1       |
| Derrota   | 2.  | 1974 | Hampton, Estados Unidos          | Alfombra | Pat Cramer       | Željko Franulović Nikola Pilić        | 6-4, 5-7, 1-6  |
| Derrota   | 3.  | 1974 | Adelaida, Australia              | Hierba   | Paul Kronk       | Grover Raz Reid Allan Stone           | 6-7, 4-6       |
| Derrota   | 4.  | 1974 | Manila, Filipinas                | Dura     | Marcello Lara    | Syd Ball Ross Case                    | 3-6, 6-7, 7-9  |
| Victoria  | 7.  | 1975 | Washington D. C., Estados Unidos | Alfombra | Jeff Simpson     | Anand Amritraj Vijay Amritraj         | 7-6, 6-3       |
| Derrota   | 5.  | 1975 | Houston, Estados Unidos          | Arcilla  | Jeff Simpson     | Robert Lutz Stan Smith                | 5-7, 6-7       |
| Derrota   | 6.  | 1975 | Boston, Estados Unidos           | Arcilla  | John Andrews     | Brian Gottfried Raúl Ramírez          | 6-4, 3-6, 6-7  |
| Derrota   | 7.  | 1976 | Colonia, Alemania                | Alfombra | Colin Dowdeswell | Bob Hewitt Frew McMillan              | 1-6, 6-3, 6-7  |
| Derrota   | 8.  | 1981 | Stuttgart, Alemania              | Arcilla  | Mark Edmondson   | Peter McNamara Paul McNamee           | 6-2, 4-6, 6-7  |
| Derrota   | 9.  | 1981 | Brisbane, Australia              | Hierba   | Mark Edmondson   | Rod Frawley Chris Lewis               | 5-7, 6-4, 6-7  |